# Yangida basnetti
Yangida basnetti är en insektsart som beskrevs av Irena Dworakowska 1994. Yangida basnetti ingår i släktet Yangida och familjen dvärgstritar. Inga underarter finns listade i Catalogue of Life.